# Pioneer Monument
Het Pioneer Monument is een monument in de Amerikaanse stad San Francisco ter nagedachtenis van het pioniersverleden van Californië. Het granieten monument met bronzen figuren en reliëfs werd gemaakt door Frank Happersberger in opdracht van James Lick en gefinancierd door diens nalatenschap. Het werd op 29 november 1894 ingehuldigd op Marshall Square voor het toenmalige stadhuis in de wijk Civic Center. Begin jaren 1990 werd het monument een stratenblok verplaatst, naar het midden van Fulton Street, om plaats te maken voor de nieuwe stadsbibliotheek. 
Het Pioneer Monument is controversieel omdat het, aldus critici, de indianen van Californië respectloos en historisch onjuist afbeeldt. Critici zien het monument als een eerbetoon aan een genocidale verovering. In de jaren 1990 werd een gedenkplaat toegevoegd die de gevolgen voor de inheemse bevolking toelicht. In september 2018 werd een van de vier hoekbeelden, genaamd Early Days, verwijderd na klachten. Het beeld toonde een indiaan op de grond met naast hem een predikende missionaris en vaquero die victorie kraait.

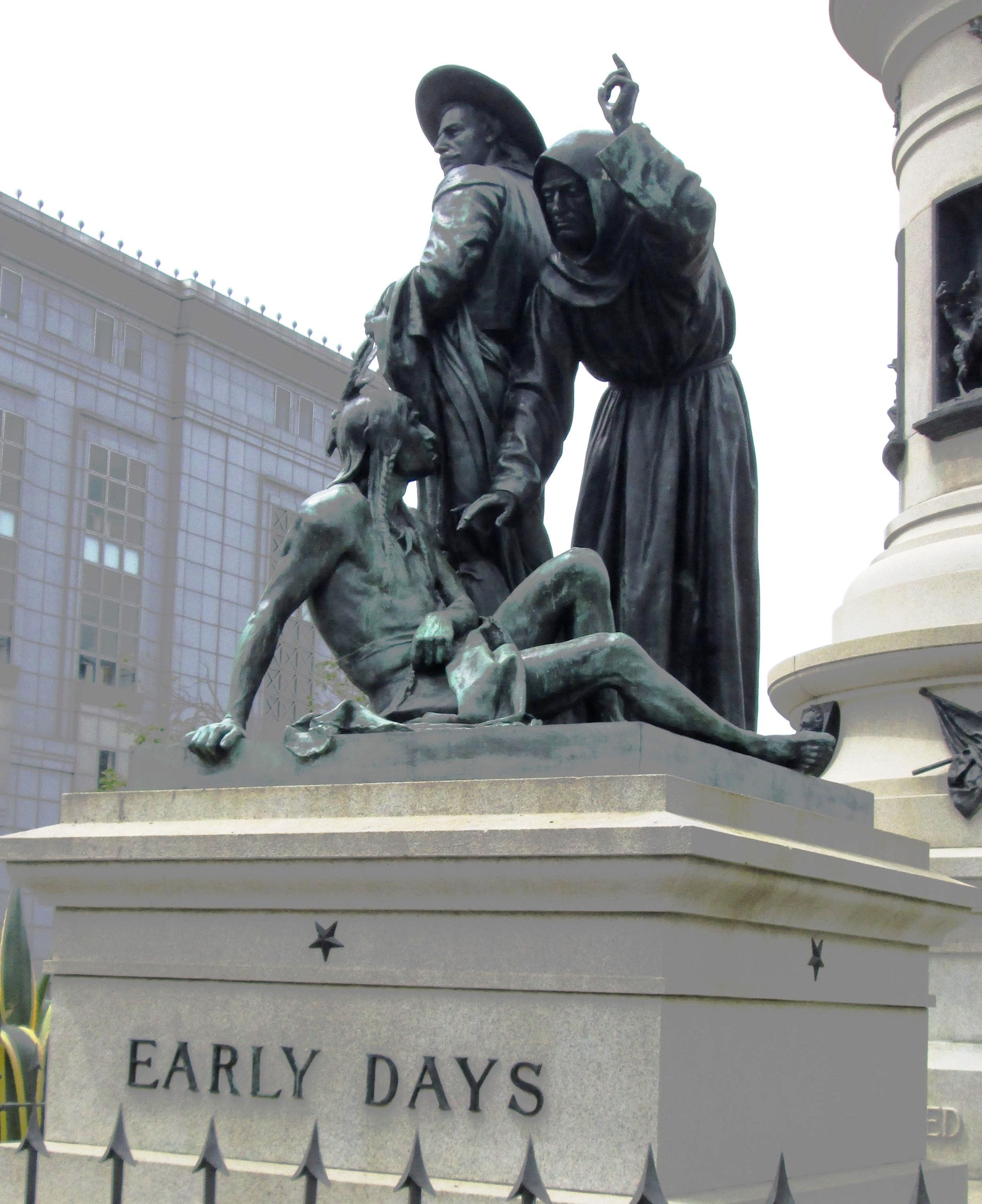
east Early Days (verwijderd)
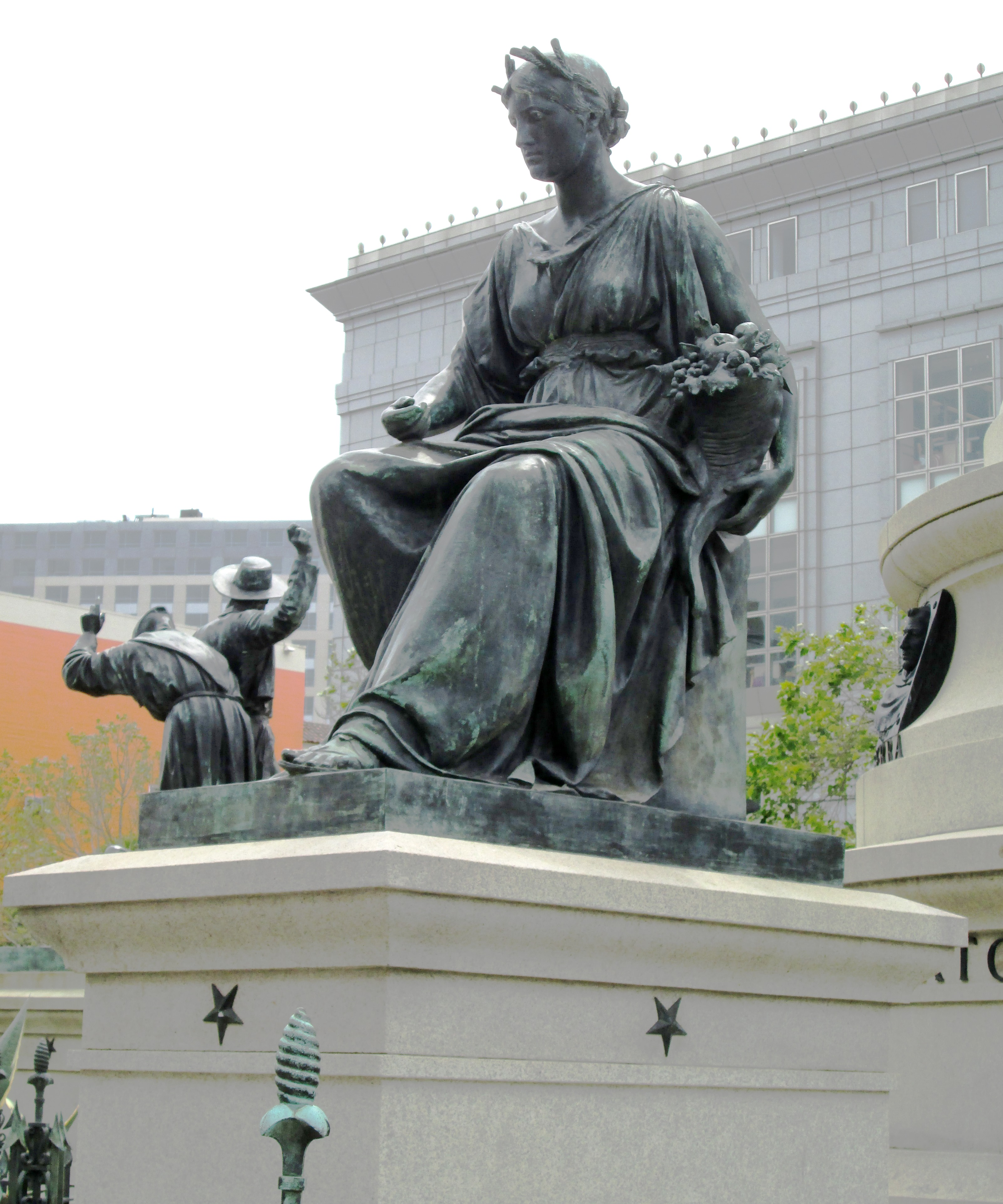
north Plenty
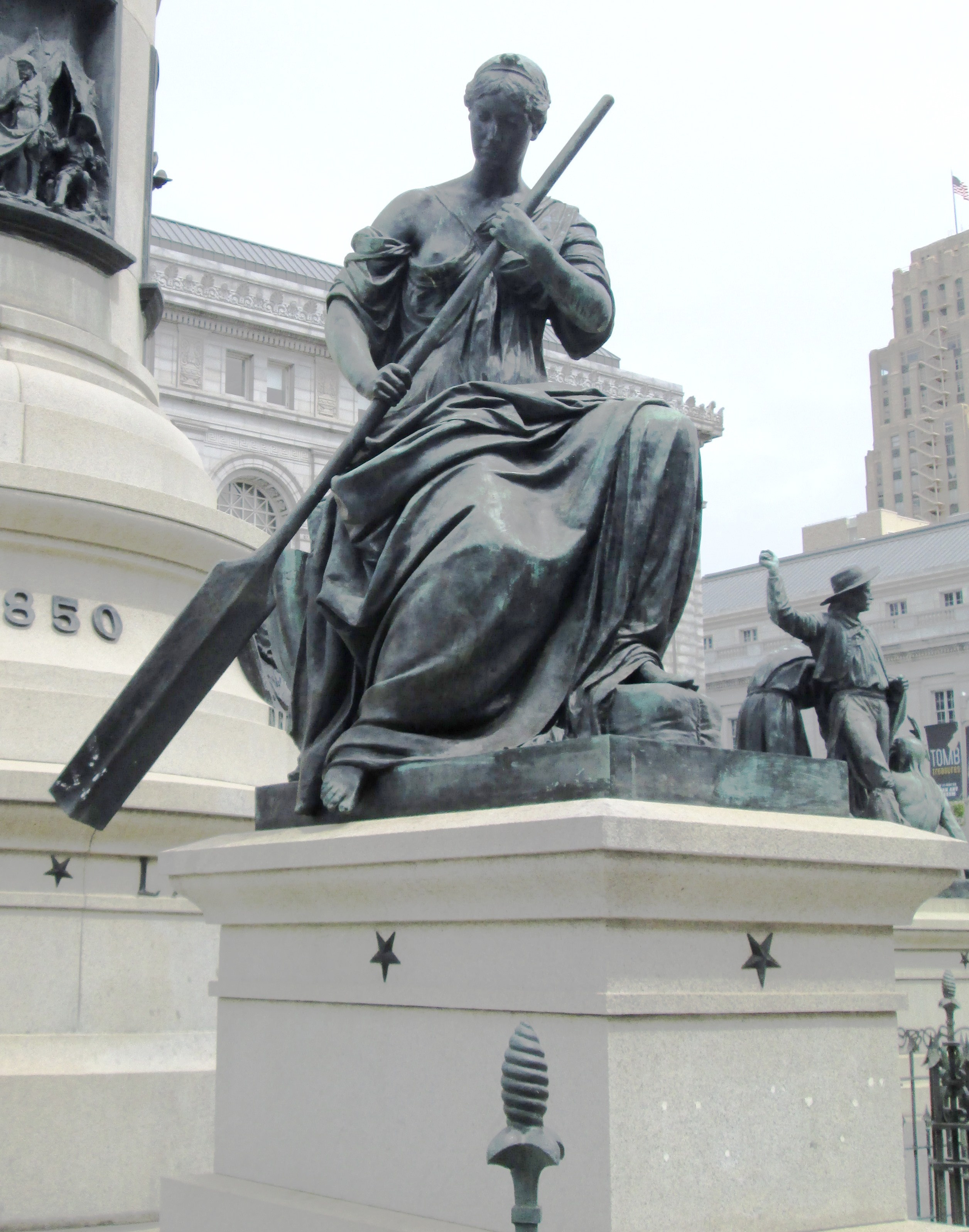
south Commerce
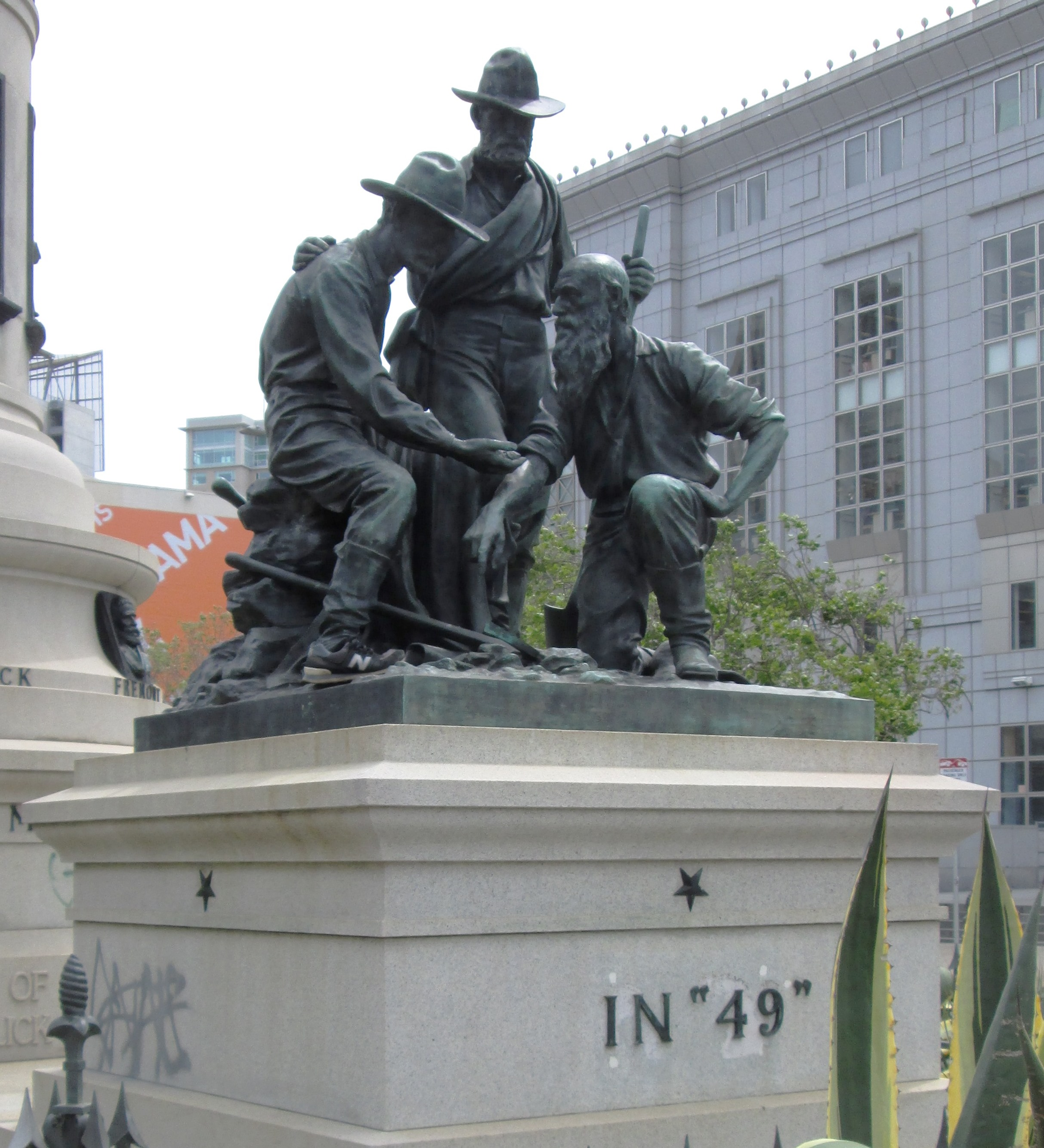
west In 49